# Anicetus abyssinicus
Anicetus abyssinicus är en stekelart som beskrevs av Annecke 1967. Anicetus abyssinicus ingår i släktet Anicetus och familjen sköldlussteklar.
Artens utbredningsområde är Eritrea. Inga underarter finns listade i Catalogue of Life.